# Antonio J. Onieva
Antonio Juan Onieva Santamaría (Pamplona, 19 de agosto de 1886-Madrid, mayo de 1977) fue un pedagogo, periodista y escritor español. Seguidor inicialmente de los postulados de la Institución Libre de Enseñanza, a partir de la guerra civil española, en que tomó partido por el bando sublevado, defendió los postulados del sistema educativo franquista.

## Vida
Estudió Derecho y Magisterio y obtuvo el título de inspector de Primera Enseñanza en 1914, siendo destinado a Asturias, donde permaneció durante varios años. En 1923 se convirtió en el primer director del diario La Voz de Asturias, fundado en Oviedo por el empresario José Tartiere. Durante su etapa asturiana, también colaboró con el diario El Noroeste, fue presidente de la Asociación de Prensa de Oviedo y se afilió al Partido Reformista de Melquíades Álvarez. 
Cercano a la Institución Libre de Enseñanza y muy interesado en las nuevas corrientes pedagógicas del momento, viajó por varias naciones europeas con la Junta para Ampliación de Estudios y divulgó las innovaciones educativas en conferencias dadas en varios ateneos de la región asturiana. Sin embargo, tras el estallido de la guerra civil española, se alineó con el bando rebelde, a cuya causa ideológica contribuyó escribiendo artículos para publicaciones como Revista de Educación Hispánica o La Nueva Escuela Española.
Finalizada la guerra, se instaló en Madrid, ciudad en la que falleció en 1977. Fue presidente de la Sociedad Cervantina hasta poco antes de su fallecimiento.
En 1938 publicó el manual escolar Héroes, editado en Burgos, en el que hizo una defensa del autoritarismo:

El que obedece se goza en dar gusto al superior, y esta satisfacción de complacer a otro es un modo de quererle, de amarle. Es más fácil obedecer que mandar. El que obedece, no se equivoca; el que manda puede equivocarse. Quien da una orden tiene que pensar si es posible su cumplimiento; en cambio, está libre de tal preocupación el que obedece.[...]
Sólo la disciplina hace grandes a los pueblos. Un pueblo donde todo el mundo cumple con su deber es un pueblo ideal. ¿Cómo se cumple con el deber? Acatando las órdenes de los superiores y llevándolas a la práctica.

## Obra
Onieva fue un escritor prolífico que cultivó diversos géneros, aparte del periodístico: teatro, biografía, novela, libros de viajes, textos escolares, etc. 
Algunos de sus títulos son

### Biografías y obras históricas
- Legazpi: Lección de hombría para muchachos audaces (1944)
- Nueve millones (en colaboración con otros autores) (1944)
- César Borgia, su vida, su muerte y sus restos (Estudio biográfico y crítico) (1945)
- Hernán Cortés, Caudillo de un Imperio (1946)
- Bajeza y grandeza de Dostoiewski (1954)
- Los grandes exploradores conquistadores y colonizadores españoles (1957)
- Lucrecia Borgia. Leyenda y realidad (1957)
- El Gran Capitán. Ventura y desventura (1958)
- Velázquez (1949)
- Velázquez, su vida y su obra (1960)
- Goya (estudio biográfico y crítico) (1962)
- Miguel de Cervantes Saavedra (1963)
- Platón (1964)
- Unamuno / estudio y antología (1964)
- Pushkin (1969)
- Tolstoy a lo vivo (1972)

### Novelas
- La eterna inquietud (1926)
- Un bravo (1942)
- Entre montañas (La novela de un maestro rural) (1922)
- Inquietud (1944)
- Un aventurero en Tánger (1962)

### Guías turísticas
- Ciudades, paisajes y museos (1928)
- Guía de Asturias (1931)
- Las Joyas de arte de las galerías europeas (1934)
- 101 cuadros, 101 maestros, 101 museos (1945)
- Guía turística de Marruecos (1947)
- Andalucía y Marruecos (1950)
- El Prado, sus cuadros y sus pintores (1952)
- Toledo (1958)
- Nueva Guía de Toledo (1953)
- La pintura española en el Museo del Prado (1956)
- Guía Completa del Museo del Prado (1961)
- Nueva Guía Completa del Museo del Prado (1959)
- La mitología en el museo del Prado (1972)